# Виткин, Иосиф
Иосиф Виткин (2 августа 1876, Могилёв — 23 января 1912, Ришон-ле-Цион) — деятель раннего рабочего сионизма, активист движения «Ха-Поэль ха-Цаир». Идеолог еврейского труда, один из духовных лидеров еврейского ишува в Палестине в период между Первой и Второй алиёй. В честь Иосифа Виткина назван мошав Кфар-Виткин в долине Хефер.

## Биография
Иосиф Виткин родился в семье раввина Шимона (Симона) Лейбова-Юдовича Виткина и Фейги Леи Михелевны Шапиро в Могилёве в 1876 году. В семье Виткиных много поколений с симпатией относились к палестинофильству, не был исключением и отец Иосифа — автор комментариев к Торе и содержатель хедера. Позже из-за разногласий с общиной именно на почве идеологии Шимон с семьёй перебрался в Курск.
Иосиф получил традиционное еврейское образование в хедере, частные учителя также занимались с ним ивритом и русским языком. В 17 лет Виткин окончил бухгалтерские курсы и уже в 18 лет получил работу на сельскохозяйственном предприятии. В эти годы он увлекался социалистическими идеями, и перелом в его мировоззрении наступил после I сионистского конгресса. Иосиф стал сионистом и в конце 1897 года уехал в Палестину. Зная о слабом здоровье сына, Шимон и его жена Лея не хотели отпускать его в Палестину, но удержать не смогли.
В Палестине Иосиф четыре месяца отработал чернорабочим в Ришон-ле-Ционе, а затем получил место учителя в Гедере. Несмотря на отсутствие педагогического опыта, идеалистический пыл и стремление к совершенству помогли ему приобрести репутацию одного из лучших учителей еврейского ишува. Его ученики освоили иврит, преподававшийся в это время как иностранный язык, на уровне повседневного общения, но в итоге возражения со стороны родителей заставили Виткина перейти в школу в мошаве Месха (ныне Кфар-Тавор), откуда он позже вернулся в Ришон-ле-Цион. Там он продолжал преподавать до конца жизни. Он вёл аскетический образ жизни, большую часть зарабатываемых денег отдавая матери и сёстрам (его семья перебралась в Палестину в 1904 году, и всего через год Шимон Виткин умер).

Не соглашаясь с господствующими в современном ему ишуве патриархальными взглядами и ориентацией на сельское хозяйство с использованием труда местных арабов, Виткин выступал за еврейскую колонизацию земель, еврейский физический труд в сельском хозяйстве, пропаганду сионистских идеалов и социальную справедливость. Эти его взгляды привели его к сотрудничеству с социалистическим движением «Ха-Поэль ха-Цаир», и он стал одним из идеологов этого движения. Его идеи были изложены в брошюре «Коль коре» (ивр. קול קורא‎, полное название — «Обращение к еврейской молодежи, сердце которой с её народом и с Сионом»). Брошюра была в 1905 году отправлена в Россию, где распространялась усилиями Менахема Усышкина и стала одним из главных стимулов к начал Второй алии. Члены Второй алии видели в Виткине духовного лидера и искали с ним встречи так же, как с другими идеологами халуцианства — А. Д. Гордоном, Берлом Кацнельсоном, Й. Х. Бренером. В 1907 году и сам Виткин посетил Россию, но обнаружил, что пропагандистская деятельность там жёстко пресекается. Он писал об этом так:
Нельзя говорить в синагоге, нельзя выступать перед группой в 10–30 человек. Никто не дает свою квартиру, но все же я выступаю и в тех местах, где запрещено, перед маленькой группой людей с особой осторожностью, дежурят возле ворот и на улице.
В это время у Виткина был диагностирован рак гортани. Он отправился в Вену, где прошёл безрезультатную операцию, и поспешно вернулся в Палестину, чтобы не умирать на чужбине. Виткин скончался в Ришон-ле-Ционе в январе 1912 года. Он умер неженатым, не сумев добиться взаимности от своей возлюбленной Беллы Бенинсон — бывшей ученицы из Гедеры. После его смерти в том же году движением «Ха-Поэль ха-Цаир» был издан сборник его работ.

## Идеологические позиции
По своим взглядам к моменту иммиграции в Палестину Иосиф Виткин был убеждённым сторонником идеи еврейского заселения Земли Израильской. Отношение Виткина к стране предков было возвышенно-поэтическим, что сказалось на разработанной им системе преподавания: помимо ценностей еврейской культуры, он старался привить своим ученикам любовь к ивриту и природе Палестины. Сам он писал о своей конечной цели так: 
Укреплять ослабевшее тело, расшатанные нервы, пробудить любовь к природе, дремавшую в сердце, воспитать такое поколение, которое, будучи небольшим по численности, спасёт себя и спасёт весь народ.

Для убеждённого палестинофила Виткина, чьи взгляды сформировались, в частности, под влиянием принятой I Всемирным сионистским конгрессом Базельской программы, направленной на создание еврейского дома в Земле Израильской, стала ударом альтернативная Базельской Угандская программа, одобренная VI Сионистским конгрессом. Виткин рассматривал Угандскую программу как предательство, отвергая господствующие среди европейских сионистов позиции, согласно которым еврейского государства следует добиваться от мировых держав политическими средствами. На этот период приходятся наиболее горькие и резкие из его статей, которые он позже уничтожил, так и не опубликовав. Даже после того, как Угандская программа через два года была отвергнута сионистским движением, а его собственные взгляды на заселение Палестины нашли отклик среди сионистов России, Виткин сохранил неприязненное отношение к европейским сионистам-теоретикам. В 1907 году, находясь в Вене на лечении, он писал в «Открытом письме сионистам Вены» о долге возрождения еврейской культуры и языка в Палестине: 
...если все сыновья галута скажут так, как мы спасемся? Евреи и еврейство еще много времени останутся там. Вы считаете, что нужно возложить эту работу на ваших братьев из России и Галиции, на этих раздавленных и несчастных? Если так, оставьте им звание «сионистов», а вы – не занимайтесь, пожалуйста, «сионизмом жалости».
Виткин был противником системы хозяйствования, сложившейся как до Первой алии, так и в её результате, при которой еврейские плантаторы широко использовали наёмных арабских работников. Образцом для подражания в глазах Виткина были первопроходцы из организации «БИЛУ», в 80-е годы XIX века основавшие Гедеру, чей идеализм он противопоставлял близорукому практицизму современного ему ишува. По его мнению, будущее еврейского ишува заключалось в создании общества образованных и идеалистичных земледельцев, независимых от наёмного труда, обрабатывающих земли, принадлежащие еврейскому народу и разделяющих его стремление к социальной справедливости. В силу своих взглядов Виткин настоял на включении в программу движения «Ха-Поэль ха-Цаир» не только пункта о «завоевании труда» (использовании еврейских рабочих на предприятиях, принадлежавших евреям-фермерам), но и пункта о «завоевании почвы», то есть создании самими евреями-«халуцим» (первопроходцами) общественных сельскохозяйственных поселений. После смерти Виткина эти позиции принесли ему славу «пророка халуцианства» и «человека работы».